# Pont de l'Atlantique (Panama)
Pour les articles homonymes, voir Pont de l'Atlantique.
Le pont de l'Atlantique, est le dernier pont construit au-dessus du canal de Panama, à Colón, au Panama où il enjambe l'entrée atlantique du canal. Inauguré en août 2019, il est le troisième pont sur le canal de Panama après le pont des Amériques et le pont du Centenaire, tous deux du côté du Pacifique.
C'est un pont à haubans à double pylône, à double plan, en béton, avec une travée principale de 530 mètres et deux travées latérales de 230 mètres. Les approches est et ouest sont longues de respectivement 1 074 mètres et de 756 mètres. Le pont a été conçu par la China Communication Construction Company (CCCC) composée de HPDI et Louis Berger Group (en).

## Construction
Trois consortiums ont été autorisés à soumissionner pour la construction du pont : Acciona Infraestructuras-Tradeco (Espagne et Mexique), la coentreprise Odebrecht–Hyundai (Brésil et Corée), et Vinci Construction Grands Projets (France). Les offres ont été reçues en août 2012.
En octobre 2012, l'Autorité du canal de Panama a attribué un contrat à la société française Vinci Construction Grands Projets pour la construction d'un troisième pont (permanent), près de la côte atlantique, pour un prix d'offre de 366 millions de dollars. À cette époque le pont n'avait pas de nom , mais Third bridge et Atlantic side bridge ont été utilisés, ainsi que le pont de l'Atlantique,.
La construction du pont et des viaducs d'accès, commencée en janvier 2013, devait durer trois ans et demi et devait s'achever en 2016. En décembre 2016, la date d'achèvement prévue était fixée au milieu de 2018.

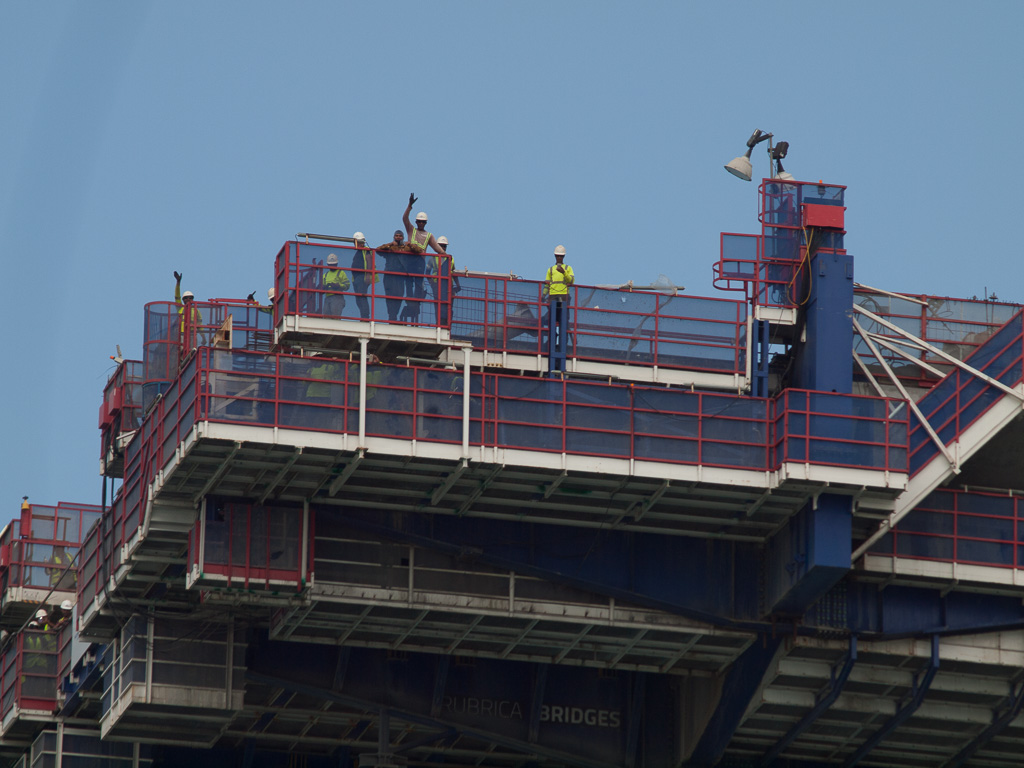
Ouvriers sur le pont de l'Atlantique (1er février 2018)
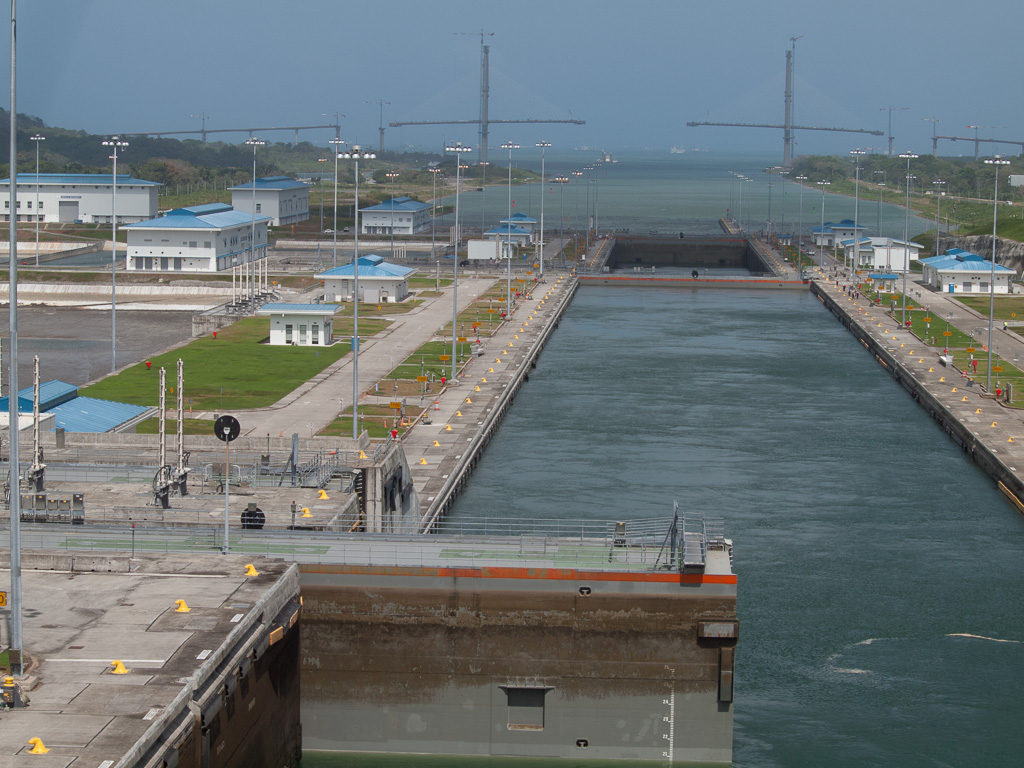
Le pont de l'Atlantique en construction (1er février 2018)
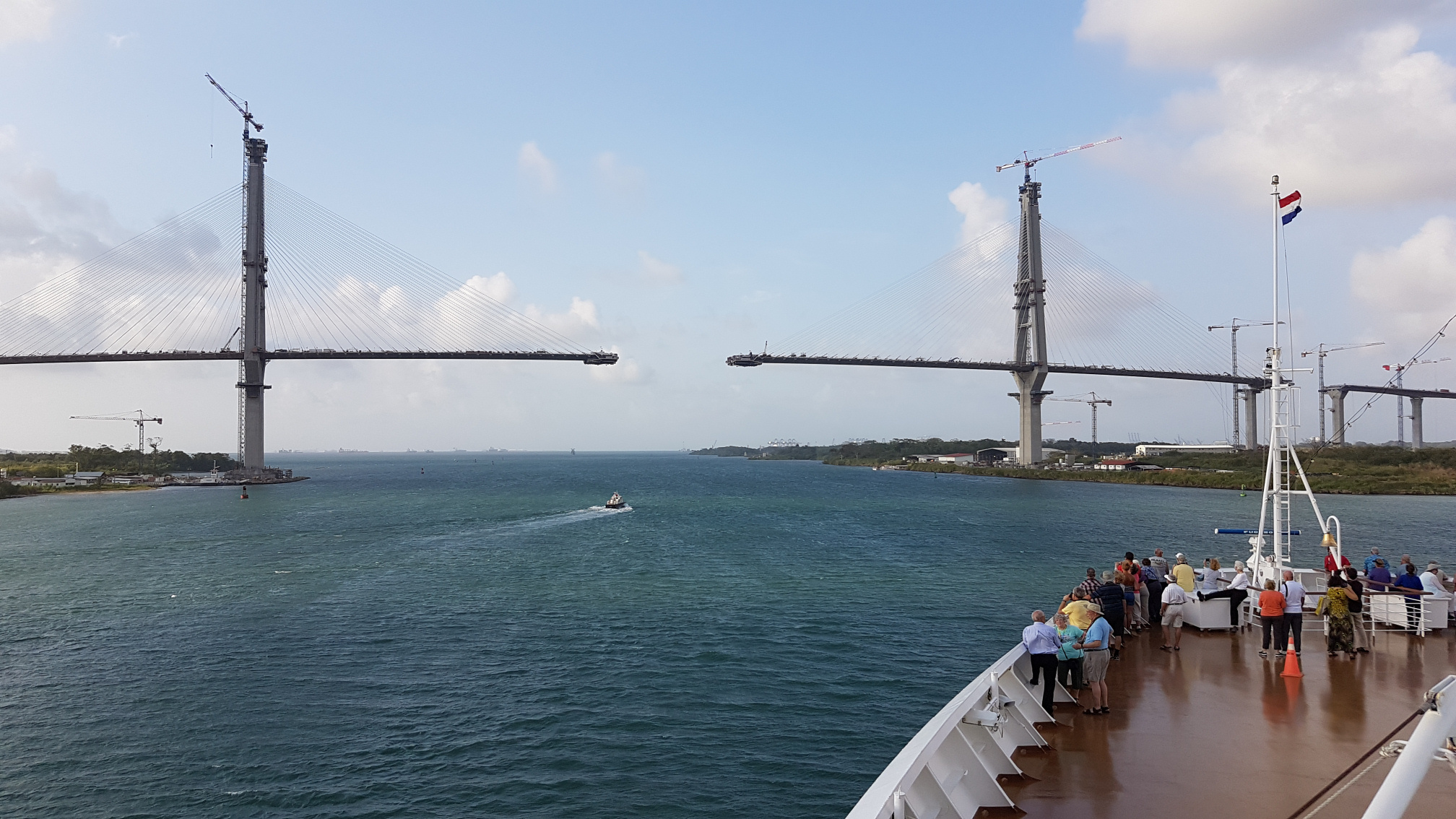
Le pont de l'Atlantique en construction (19 mars 2018)